# UNSPSC
Der UNSPSC (englisch United Nations Standard Products and Services Code) ist ein international eingesetztes Klassifikationssystem der Warenwirtschaft.
Das UNSPSC-System wird im E-Procurement, insbesondere im amerikanischen Raum, zur unternehmensübergreifenden Klassifikation von Waren und Dienstleistungen aller Art verwendet.

## Entstehung und Organisation
Das UNSPSC-System entstand 1998 durch eine Kooperation des United Nations Development Programme (UNDP) und der Dun & Bradstreet Corporation (D&B).
Mit der Version 3 spaltete sich für einige Jahre die Entwicklung in zwei verschiedene Stränge, den von der UNDP gepflegten UN/SPSC und den von der ECCMA gepflegten und deutlich häufiger aktualisierten UNSPSC. Den daraus entstandenen juristischen Streit über das Urheberrecht konnte die UNDP für sich entscheiden, so dass seit 2003 nur noch das System der UNDP weitergeführt wird, wobei die ECCMA die aktuellen Versionen unter der eigenen Nummernnotation fortführt (so entspricht die aktuelle ECCMA 13.01 der UNDP 7.0401).
Der UNDP ernannte im Mai 2003 die GS1 US, vormals Uniform Code Council (UCC), zum Codemanager. Der Codemanager ist für die Überwachung der Grundregeln des UNSPSC sowie die Vollständigkeit des Codeschemas verantwortlich. In dieser Eigenschaft sammelt und bewertet GS1 US auch die Anträge zu Codeänderungen.
Die Codeliste ist nominell in den folgenden Sprachen erhältlich (wobei nicht alle Revisionen in allen Sprachen erhältlich sind): Englisch, Französisch, Deutsch, Spanisch, Italienisch, Japanisch, Koreanisch, Niederländisch, Chinesisch, Portugiesisch und Dänisch. Allerdings ist die Qualität der Übersetzungen für den Gebrauch im Geschäftsverkehr oft nicht brauchbar, da häufig wortwörtlichen Übersetzungen der Vorzug vor einer sinngemäßen Übersetzung gegeben wurde.

## Bestandteile
Ein UNSPSC besteht aus fünf Ebenen, von denen die ersten vier standardisiert sind. Jede Ebene wird durch eine zweistellige Zahl kodiert, so dass die Notation ein 8- bzw. 10-stelliger Code ist. Diese Ebenen heißen wie folgt (Beispiel anhand von):
- Segment: 43 Informationstechnik
  - Family: 20 Medien- und Computerzubehör
    - Class: 17 Multimedia Speicher
      - Commodity: 03 CD Taschen
        - (Business Function: 14 Wiederverkauf)

Eine CD-Tasche wird entsprechend den Klassifikationscode 43201703 tragen.

## Verweise
- United Nations SPSC